# Aeroportul Sirjan
Aeroportul Sirjan (IATA: SYJ, ICAO: OIKY) este un aeroport din Sirjan, Central District⁠(d), Sirjan County⁠(d), Kerman⁠(d), Iran ce deservește zona Sirjan.
Situat la o altitudine de 1.782 m, aeroportul dispune de o singură pistă.